# Івашево (сільське поселення присілок Аристово)
Івашево (рос. Ивашево) — присілок в Ферзиковському районі Калузької області Російської Федерації.
Населення становить 24 особи. Входить до складу муніципального утворення Присілок Аристово.

## Історія
Від 2004 року входить до складу муніципального утворення Присілок Аристово

## Населення
| 2002 | 2010 | 2011 |
| ---- | ---- | ---- |
| 3    | ↘2   | ↗24  |